# A Very Serious Person
A Very Serious Person è un film del 2006 diretto da Charles Busch.

## Trama
Jan, infermiere itinerante della Danimarca, accetta un nuovo lavoro presso Mrs. A, una malata terminale che vive col nipote tredicenne Gil sulla costa del Jersey. Il riservato Jan si ritroverà quasi a fare da mentore per Gil dovendolo preparare  per la vita con i suoi cugini in Florida dopo la morte di sua nonna. Tra i due nascerà una bella e profonda amicizia.

## Riconoscimenti
- 2006 - Tribeca Film Festival[1]
  - Menzione Speciale
  - Nomination Premio della Giuria